# Clarification et stabilisation du vin

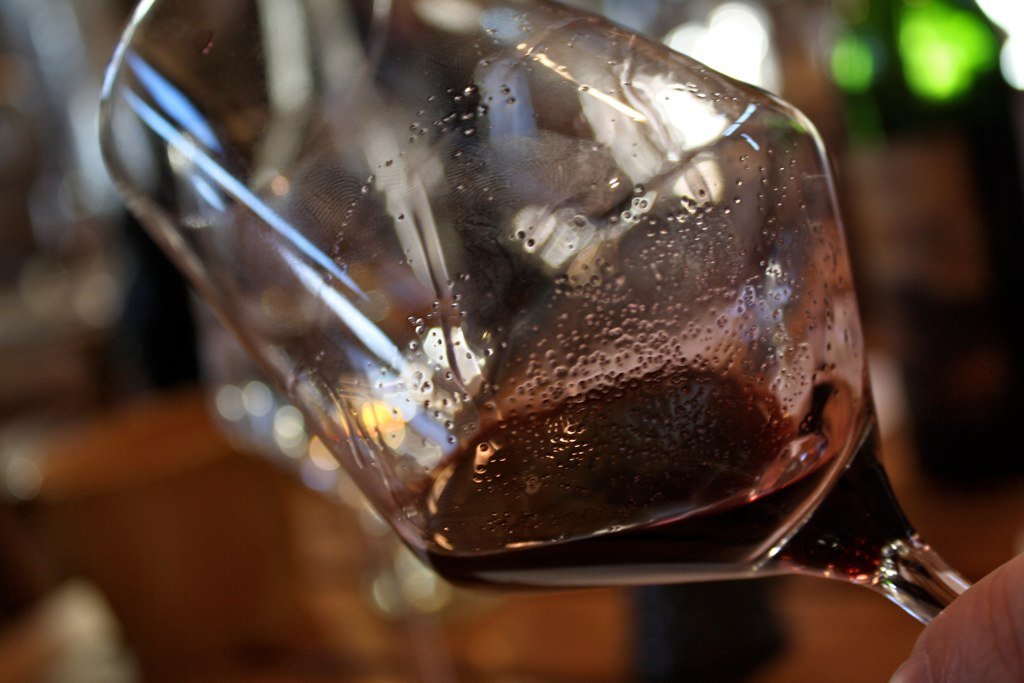
Le processus de vinification produit naturellement des sédiments qui peuvent précipiter hors du vin.

Lors du processus de vinification, la clarification et la stabilisation sont les étapes par lesquelles les matières insolubles en suspension dans le vin sont éliminées avant la mise en bouteille. Cette matière peut inclure des cellules de levure morte (lies), des bactéries, des tartrates, des protéines, des pectines, divers tanins et autres composés phénoliques, ainsi que des morceaux de peau de raisin, de pulpe, de tige et des gommes. La clarification et la stabilisation peuvent impliquer le débourbage, le collage, la filtration, la centrifugation, la flottation, la réfrigération, la pasteurisation et/ou la maturation en fûts et le soutirage.

## Clarifier le vin

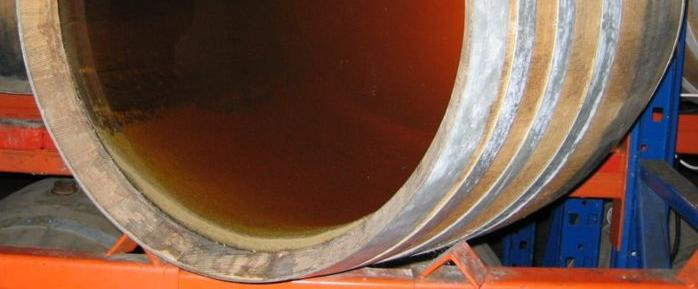
La clarification naturelle a lieu à mesure que le vin vieillit en fût, ses particules en suspension tombant progressivement au fond.

En dégustation, un vin est considéré comme "clair" lorsqu'il n'y a pas de particules visibles en suspension dans le liquide et, en particulier pour les vins blancs, lorsqu'il y a un certain degré de transparence. Un vin contenant trop de matières en suspension semblera trouble et terne, même si son arôme et sa saveur ne sont pas affectés; les vins subissent donc généralement une sorte de clarification.
Avant la fermentation, des enzymes séparatrices de pectine et, pour le vin blanc, des agents d'affinage tels que la bentonite peuvent être ajoutés au moût afin de favoriser l'agglomération et la sédimentation des colloïdes . Les pectines sont des molécules structurelles dans les parois cellulaires des fruits qui ont pour fonction importante de «gommer» les cellules végétales ensemble. La teneur en pectine des raisins augmente régulièrement tout au long de la maturation, atteignant environ 1 g/l, mais elle varie en fonction des processus de manipulation variétale et pré-fermentaire. Les grosses molécules de pectine peuvent affecter la quantité de jus produite à la pression, la facilité de filtration et de clarification, et l'extraction des tanins. Les raisins contiennent des enzymes pectolytiques naturelles responsables du ramollissement des baies de raisin pendant la maturation, mais celles-ci ne sont pas actives dans les conditions de vinification (en raison du pH, du SO2 et de l'alcool). Par conséquent, les enzymes pectolytiques fongiques sont souvent ajoutées au moût blanc pour casser les pectines, diminuer la viscosité du jus et accélérer la décantation. Dans les moûts rouges, cela augmente l'extraction de la couleur et des tanins.
Après la fermentation, la force de gravité peut éventuellement amener le vin à "devenir brillant" ou à se clarifier naturellement, au fur et à mesure que les plus grosses particules en suspension se déposent au fond du récipient de stockage. Le vin peut ensuite être siphonné ou soutiré dans un nouveau conteneur. Mais ce processus peut prendre plusieurs mois, voire des années, ainsi que plusieurs soutirages, afin de produire un vin parfaitement clair. Les producteurs peuvent accélérer le processus en utilisant des agents de collage, la filtration et/ou la flottation.

### Collage
En vinification, le collage est le processus par lequel une substance (agent de collage) est ajoutée au vin pour créer un lien adsorbant, enzymatique ou ionique avec les particules en suspension, produisant des molécules plus grosses et des particules plus grosses qui précipiteront plus rapidement et facilement. Contrairement à la filtration, qui ne peut éliminer que les particules (comme les cellules de levure morte et les fragments de raisin), le collage peut éliminer les substances solubles telles que les tanins polymérisés, les phénols colorants et les protéines. Certaines de ces protéines peuvent provoquer une flou dans les vins exposés à des températures élevées après la mise en bouteille. La réduction des tanins peut réduire l'astringence dans les vins rouges destinés à une consommation précoce. De nombreuses substances ont été utilisées traditionnellement comme agents de collage, y compris du sang séché en poudre, mais aujourd'hui il y a deux types généraux d'agents de collage - composés organiques et de matières solides/minéraux.
Les composés organiques utilisés comme agents de collage sont généralement d'origine animale, une cause possible d'inquiétude pour les végétaliens. Les composés organiques les plus couramment utilisés comprennent les blancs d'œufs, la caséine dérivée du lait, la gélatine et les colles de poisson obtenus à partir de leurs vessies. Les minéraux pulvérisés et les matières solides peuvent également être utilisés, l'argile de bentonite étant l'une des plus répandues, grâce à son efficacité dans l'absorption des protéines et de certaines bactéries. Le charbon actif à partir de charbon de bois est utilisé pour éliminer certains phénols qui contribuent au brunissement, ainsi que certaines particules qui produisent des "odeurs désagréables" dans le vin. Dans un procédé connu sous le nom de collage bleu, le ferrocyanure de potassium est parfois utilisé pour éliminer toutes les particules de cuivre et de fer qui ont pénétré dans le vin à partir de la bentonite, des équipements vinicoles et viticoles en métal, ou des pulvérisations du vignoble comme la bouillie bordelaise. Le ferrocyanure de potassium pouvant former du cyanure d'hydrogène, son utilisation est très réglementée et, dans de nombreux pays producteurs de vin, est illégale. La silice et le kaolin sont aussi parfois utilisés.
Certains pays, tels que l'Australie et la Nouvelle-Zélande, ont adopté des lois sur l'étiquetage du vin qui exigent qu'apparaissent sur l'étiquette, en cas d'utilisation, les agents de collage pouvant constituer une substance allergène. Une étude menée par le département de viticulture et d’œnologie de l’Université de Californie à Davis a révélé qu’il ne restait dans le vin que des résidus de protéines provenant d'agents de collage protéiques et aucune quantité décelable d’agents de collage inorganiques.
Il existe un risque que de précieuses molécules aromatiques soient précipitées avec les éléments les moins souhaitables. Certains producteurs de vin de qualité supérieure évitent de les coller, ou de retarder le collage afin de libérer davantage de saveur et d'arôme des phénols qui seront ensuite éliminer.

### Centrifugation
La centrifugation peut être utilisée pour clarifier rapidement les vins après fermentation alcoolique ou avant filtration de finition en vue de la mise en bouteilles. Elle permet d'éliminer rapidement une grande partie des particules et des micro-organismes en suspension responsables de faux-goûts éventuels (odeurs soufrées) et de déviations microbiologiques.

### Filtration

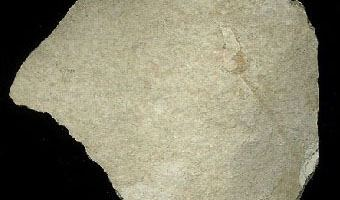
Terre de diatomées, souvent utilisée en filtration profonde

Alors que le collage clarifie le vin en le liant aux particules en suspension et en le précipitant sous forme de particules plus grosses, la filtration fonctionne en faisant passer le vin à travers un média filtrant qui capture les particules plus grandes que les trous du milieu. Une filtration complète peut nécessiter une série de filtres à travers des filtres de plus en plus fins. De nombreux vins blancs nécessitent l'élimination de toutes les bactéries potentiellement actives, de la levure et/ou des lactobacilles si elles doivent rester stables en bouteille. Ceci est généralement obtenu par une filtration fine.
La plupart des opérations de filtration dans un établissement vinicole peuvent être classées soit en une filtration en profondeur plus grossière, soit en une filtration en surface. En filtration en profondeur, souvent effectuée après la fermentation, le vin est poussé à travers une épaisse couche de tampons en fibres de cellulose, en terre de diatomées ou en perlite. En filtration en surface, le vin passe à travers une fine membrane. Faire passer le vin parallèlement à la surface du filtre, appelée filtration tangentielle, minimisera le colmatage du filtre. La filtration en surface la plus fine, la microfiltration, peut stériliser le vin en piégeant toutes les levures et, éventuellement, les bactéries, et se fait souvent immédiatement avant la mise en bouteille. Un filtre absolu de 0,45 µm est généralement considéré comme produisant un vin stable sur le plan microbien et est obtenu grâce à l'utilisation de cartouches à membrane, le plus souvent du polyfluorure de vinylidène (PVDF). Certains vins rouges peuvent être filtrés à 0,65 µm pour éliminer la levure ou à 1,0 µm pour éliminer uniquement les brettanomyces viables.

### Flottation
La technique de vinification de la flottation a été adaptée du procédé de flottation par moussage utilisé dans l'industrie minière pour le raffinage du minerai. Dans ce processus, de petites bulles d'air (ou d'azote comprimé) sont injectées dans le fond d'un réservoir. Au fur et à mesure que les bulles montent à travers le moût, les solides du raisin, y compris les composés phénoliques prédisposés à l'oxydation et au brunissement, auront tendance à s'accrocher aux bulles, créant ainsi une mousse qui peut être éliminée du vin. Cela doit être fait avant la fermentation, car la levure inhibera la floculation en cause.

## Stabilisation

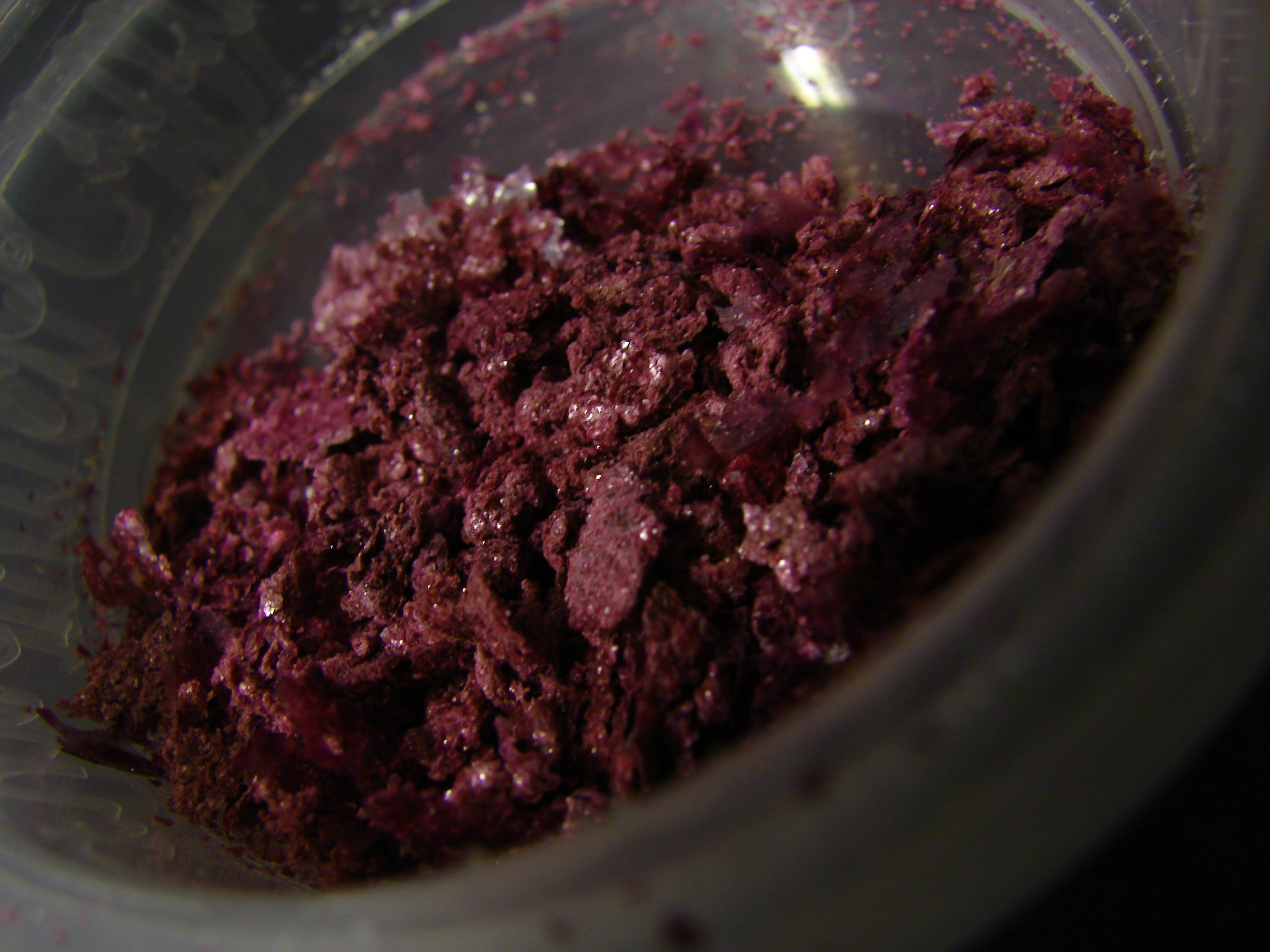
La stabilisation à froid provoque la cristallisation des tartrates et la précipitation du vin.

En tant que mélange chimique complexe dépendant de l'activité des micro-organismes, le vin peut être instable et réactif aux changements de son environnement. Une fois mis en bouteille, un vin peut être exposé à des températures et à une humidité extrêmes, ainsi qu'à des mouvements violents pendant le transport et le stockage. Ceux-ci peuvent provoquer un trouble, une sédimentation et/ou la formation de cristaux de tartrate; plus gravement, ils peuvent aussi entraîner une détérioration ou la production de gaz carbonique.

### Instabilité à la température
L'acide tartrique est l'acide le plus important dans le vin, la majorité de la concentration étant présente sous forme de bitartrate de potassium. Pendant la fermentation, ces tartrates se lient aux lies, aux débris de pulpe et aux tanins et pigments précipités. Bien qu'il y ait des variations en fonction du cépage et du climat, environ la moitié des gisements sont généralement solubles dans le vin, mais en cas d'exposition à basse température, ils peuvent se cristalliser de manière imprévisible. Bien qu'inoffensifs, les cristaux peuvent être confondus avec du verre cassé ou simplement considérés comme peu attrayants par les consommateurs. Pour éviter cela, le vin peut subir une "stabilisation à froid" dans laquelle il est refroidi à proximité de son point de congélation pour provoquer la cristallisation avant la mise en bouteille. Dans certains vins blancs, il existe des quantités importantes de protéines qui, étant «instables à la chaleur», coagulent si elles sont exposées à une chaleur trop fluctuante. L'utilisation d'agents d'affinage tels que la bentonite peut prévenir le trouble causé.

### Instabilité microbiologique

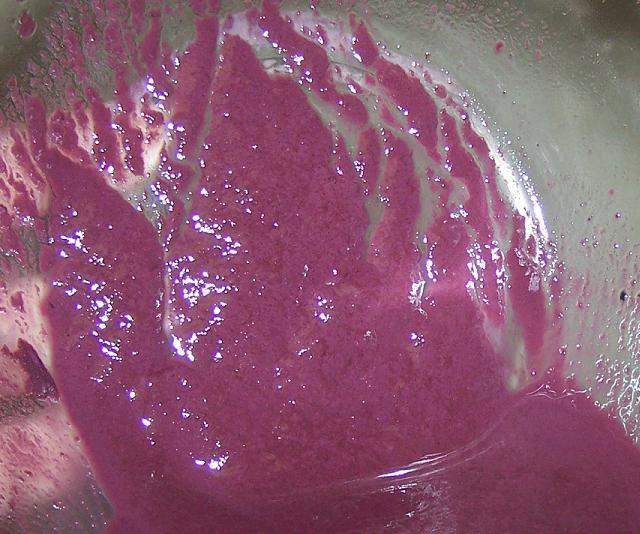
Les cellules de levure mortes peuvent laisser le vin trouble, alors que la levure active peut déclencher une fermentation supplémentaire.

Un vin qui n'a pas été stérilisé par filtration pourrait bien contenir des cellules de levure vivantes et des bactéries. Si tant la fermentation alcoolique que la fermentation malolactique sont achevées et que ni excès d'oxygène, ni Brettanomyces ne sont présents, cela ne devrait poser aucun problème. L'hygiène moderne a largement éliminé la détérioration du vin par des bactéries telles que l'acétobacter, qui le transforme en vinaigre. S'il y a du sucre résiduel, le vin peut cependant subir une fermentation secondaire, créant du dioxyde de carbone dissous en tant que sous-produit. Lorsque le vin est ouvert, il sera perlant ou pétillant. Dans un vin destiné à rester tranquille, cela est considéré comme une faute grave, cela peut même faire exploser la bouteille. De même, un vin qui n'a pas subi de fermentation malolactique complète peut subir cela en bouteille, réduisant son acidité et générant du dioxyde de carbone, et l'ajout d'un diacétyle à l'arôme de caramel. Les Brettanomyces ajoute le 4-éthylphénol, le 4-éthylgaïacol et l'acide isovalérique qui génère une odeur de sueur de cheval. On peut prévenir ces phénomènes par filtration stérile, en ajoutant des quantités relativement importantes de dioxyde de soufre et parfois d'acide sorbique , en mélangeant de l'alcool afin d'obtenir un vin fortifié suffisamment fort pour tuer toutes les levures et les bactéries ou par pasteurisation.
La pasteurisation donne un vin casher d'un type appelé mevushal, littéralement "cuit" ou "bouilli", qui peut être manipulé par des non-juifs et des juifs non-pratiquants sans perdre son statut casher. En général, le vin est chauffé à 85 °C pendant une minute, puis refroidi à 50 °C, température à laquelle il reste jusqu'à trois jours, tuant toutes les levures et les bactéries. On peut alors le laisser refroidir ou le mettre en bouteille "à chaud" et le refroidir par pulvérisation d'eau. Puisque la pasteurisation affecte la saveur et le potentiel de vieillissement du vin, il n'est pas utilisé pour les vins de qualité supérieure. Une procédure plus douce appelée « pasteurisation éclair» consiste à chauffer à 95 °C pendant quelques secondes, suivi d’un refroidissement rapide.

### Autres méthodes de stabilisation
La clarification tend à stabiliser le vin, car il élimine certaines des particules favorisant l'instabilité. L'oxydation progressive qui se produit pendant le vieillissement en barrique a également un effet stabilisateur naturel.

## Production de vin haut de gamme
Certains producteurs préfèrent ne pas clarifier et stabiliser complètement leurs vins, estimant que les processus impliqués peuvent diminuer l'arôme, la saveur, la texture, la couleur ou le potentiel de vieillissement d'un vin. Les experts du vin tels que Tom Stevenson notent qu’ils peuvent améliorer la qualité du vin avec modération et soin, ou en diminuer l’excès . Les vignerons laissent délibérément plus de tartrates et de composés phénoliques dans les vins conçus pour un long vieillissement en bouteille afin de pouvoir développer les composés aromatiques qui constituent le bouquet. Les consommateurs de certains vins, tels que le Bordeaux rouge et le Porto, peuvent s'attendre à voir des tartrates et des sédiments après un vieillissement en bouteille.